# 支那暗殺団
支那暗殺団（しなあんさつだん）は、1909年（宣統元年）に劉師復がイギリス領香港で設立した暗殺団で、劉師復を団長、高剣父を副団長、陳炯明を団員の一人としていた。主に広東省の清王朝の高官の暗殺を計画し、1912年（中華民国元年）に解散した。

## 歴史
1912年初頭には、華北に人員を送り込み、摂政王愛新覚羅載灃の暗殺を企てたが、すぐに南北和議が成功したため、実行には移さなかった。